# جان بيرغ (لاعب كرة قدم فنلندي)
جان بيرغ (بالفنلندية: Jan Berg)‏ (22 مايو 1985 في فنلندا - ) هو لاعب كرة قدم فنلندي في مركز الدفاع. لعب مع ابروتاباندلاج أكرانيس وكوكولان بالوفيكوت وكووبيون بالوسيورا ونادي فآسا وJippo ‏ وPalloseura Kemi Kings ‏.

## وصلات خارجية
- جان بيرغ على موقع قاعدة بيانات كرة القدم.إي يو (الإنجليزية)
- جان بيرغ على موقع عالم كرة القدم.نت (الإنجليزية)